# 慈谿縣
慈谿县，中国旧县名，原称慈溪县，今慈溪市的前身，但辖区与今慈溪市不尽相同。

## 唐朝到清末
唐朝玄宗时，因人口繁盛，于开元十六年（728年），分鄮县置慈溪县、奉化县、翁山县、鄮县四县，属明州。县名得于溪名。《慈溪县志》转引《延祐四明志》的记载：“汉句章董黯，母尝婴疾，喜大隐溪水，不以时得。于是筑室溪旁，以便日汲。溪在今县南一舍。故以慈名溪，又以溪名县”。县治在今慈城镇，属宁波市江北区。
唐朝时，历属明州、余姚郡。乾元元年（758年），随明州隶属于浙江东道。五代后梁开平三年（909年），明州刺史黄晟逝世，地归钱镠。慈溪县属明州望海军，隶吴越国。北宋初，吴越国改明州望海军为明州奉国军。吴越国纳土归宋后，慈溪县属江南东道明州奉国军，后随明州归两浙路。南宋时，属两浙东路庆元府。元朝时，属庆元路。
元末民变中，随庆元路为方国珍所据，后归朱元璋。明朝时，慈溪县属宁波府。永乐十六年（1418年），改慈溪县为慈谿县。《慈溪县志》所述改名原因，“永乐十六年（1418），慈溪失县印，恐为歹徒所得，请于朝，诏更铸，改溪从谷，逐改慈溪为慈谿，仍属宁波府，隶浙江承宣布政使司”。清朝时，沿袭明制，仍属宁波府，归宁绍台道。

## 民国元年至废置
辛亥革命时，浙江光复。民国元年，宁波府废，直属浙江省军政府。民国三年至十五年，属会稽道。民国十六年，道废，直属浙江省政府。民国二十一年后，历属浙江省第五、第六、第三、第二行政督察区。
1947年，慈谿县辖孝中镇、江屿乡、裘墅乡、洪塘乡、汶溪乡、庄桥乡、灵阳乡、长骆镇、西河乡、云湖乡、明德乡、金川乡、陆埠镇、南山乡、车厩乡、大隐乡、丈亭乡、蜀山乡、江中乡、鸣鹤乡、五磊乡、三浦乡、观城镇、师桥镇、东海乡等5镇20乡。
1949年5月3日，第三野战军麾下的22军在攻占杭州后，向浙东挺进。24日，第22军攻占县城孝中镇。在中共组织下，当地民众生活如常。6月，成立中共慈谿县委。刘春泉任副县长、代县长（不久任县长）。6月19日，中共慈谿县委、县政府开始运作。此前6月5日，在宁波成立浙江省第二区专员公署。10月改称宁波公署（即宁波专区），慈谿县隶之。
1950年，慈谿县辖慈城镇、陆埠镇、鸣鹤镇、观城镇等4镇，以及城关区（城东乡、半浦乡、横山乡、裘墅乡、狮东乡、洪塘乡、鞍山乡、汶溪乡、鄮力乡）、庄桥区（庄桥乡、姜颜乡、洋墅乡、灵阳乡、费市乡、田湖乡、长骆乡、长石乡、西顾乡、河头乡）、云山区（云湖乡、妙山乡、赭山乡、黄山乡、罗江乡、新桥乡、明德乡、明山乡、金川乡）、陆埠区（蓝水乡、南山乡、蓝山乡、洪山乡、沿江乡、车厩乡、雷山乡、河姆乡、石岩乡、大隐乡、岐阳乡）、丈亭区（丈亭乡、蜀山乡、龙山乡、渔溪乡、岗墩乡、祝江乡、江中乡、五马乡、郭姆乡）、鸣鹤区（南港乡、杜湖乡、昌明乡、五中乡、浦中乡、东安乡、师东乡、淹浦乡、洋山乡、淞浦乡、岐山乡、古窑乡）、观城区（师桥镇、福山乡、洋浦乡、东海乡、附海乡、山前乡、东山乡、泽山乡）等7区（下辖1镇67乡），共计5镇67乡。
1954年，政府为建设商品棉生产基地，将产棉区的镇海县、余姚县、慈谿县的北境划入，建立新的慈谿县，县城迁至浒山镇（今浒山街道）。1956年異體字整理將谿合併至溪。1970年，属宁波专区。1979年，为完善水利条件，泗门区划入余姚县。余姚县龙南区划入。1988年，改为慈溪市。